# Wojciech Frączczak
Wojciech Frączczak (ur. 23 kwietnia 1939) – polski piłkarz, występujący na pozycji bramkarza. Związany z Pogonią Szczecin.

## Kariera
W Pogoni Szczecin grał w 1958 roku oraz w latach 1962–1976. Rozegrał 204 mecze o mistrzostwo I ligi oraz 23 spotkania w II lidze. W II lidze zadebiutował w meczu z Górnikiem Wałbrzych 27 lipca 1958 roku. W I lidze zadebiutował w meczu z Legią Warszawa 15 sierpnia 1962. Po zakończeniu kariery piłkarskiej zajął się szkoleniem bramkarzy, do jego uczniów należeli m.in. Marek Szczech i Radosław Majdan.  

## Życie prywatne
Jest stryjem napastnika Adama Frączczaka.  